# Alzate Brianza
Alzate Brianza es una localidad y municipio italiano de la provincia de Como, región de la Lombardía, con 5.039 habitantes.

## Evolución demográfica
| Gráfica de evolución demográfica de Alzate Brianza entre 1861 y 2001 |
|                                                                      |
| Fuente ISTAT - elaboración gráfica de Wikipedia                      |